# Родригес, Марко Антонио (легкоатлет)
Марко Антонио Родригес Пардо (исп. Marco Antonio Rodríguez Pardo; род. 24 января 1994, Мехико) — боливийский легкоатлет, специалист по спортивной ходьбе. Выступал на профессиональном уровне в 2010—2017 годах, победитель и призёр ряда крупных международных стартов, многократный чемпион Боливии, действующий рекордсмен страны на дистанции 20 км, участник летних Олимпийских игр в Рио-де-Жанейро.

## Биография
Марко Антонио Родригес родился 24 января 1994 года в Мехико, Мексика.
Впервые заявил о себе в лёгкой атлетике на международном уровне в сезоне 2010 года, когда вошёл в состав боливийской сборной и выступил на домашнем чемпионате Южной Америки в Кочабамбе, где в ходьбе на 10 км стал пятым среди юношей и седьмым среди юниоров. Позднее в ходьбе на 10 000 метров выиграл серебряную медаль на юношеском южноамериканском первенстве в Сантьяго.
В 2011 году финишировал восьмым среди юниоров на Панамериканском кубке в Энвигадо, занял 11-е место на юношеском мировом первенстве в Лилле, завоевал бронзовую награду на юниорском южноамериканском первенстве в Медельине.
В 2012 году был шестым в юниорской категории на чемпионате Южной Америки в Салинасе, девятым на юниорском мировом первенстве в Барселоне.
В 2013 году в ходьбе на 20 000 метров выиграл чемпионат Боливии в Кочабамбе, в ходьбе на 10 000 метров стал пятым на юниорском панамериканском первенстве в Медельине и на юниорском южноамериканском первенстве в Чако, в ходьбе на 10 км финишировал девятым среди юниоров на Панамериканском кубке в Гватемале, в ходьбе на 20 км был четвёртым на Боливарианских играх в Трухильо.
В 2014 году превзошёл всех соперников на чемпионате Боливии в Кочабамбе, взял бронзу на чемпионате Южной Америки в Кочабамбе, стал седьмым на Южноамериканских играх в Сантьяго, показал 67-й результат на Кубке мира в Тайцане.
В 2015 году на Панамериканском кубке в Арике пришёл к финишу восьмым, установив при этом ныне действующий рекорд Боливии в ходьбе на 20 км — 1:23:35. В той же дисциплине стал шестым на Панамериканских играх в Торонто, занял 43-е место на чемпионате мира в Пекине.
В 2016 году среди прочего занял 78-е место на командном чемпионате мира в Риме. Выполнив олимпийский квалификационный норматив (1:24:00), удостоился права защищать честь страны на летних Олимпийских играх в Рио-де-Жанейро — в программе 20 км показал время 1:25:11, расположившись в итоговом протоколе соревнований на 45-й строке.
В 2017 году выиграл чемпионат Боливии в ходьбе на 20 000 метров, финишировал пятым на чемпионате Южной Америки в Асунсьоне. По окончании сезона завершил спортивную карьеру.